# Spoorlijn Zürich - Sihlbrug
De spoorlijn Zürich - Sihlbrug is een Zwitserse spoorlijn van de voormalige spoorwegonderneming Sihltalbahn (SiTB) tussen Zürich HB naar Sihlbrugg in kanton Zürich. De Sihltalbahn is sinds 1973 onderdeel van de Sihltal Zürich Uetliberg Bahn (SZU).

## Geschiedenis
Het traject werd door de Sihltalbahn (SiTB) op 1 juni 1897 geopend.
Sinds 10 december 2006 werd het personenvervoer op het trajectdeel tussen Sihlwald en Sihlbrugg stilgelegd. Het trajectdeel bleef wel voor extra ritten beschikbaar.

### Tunnel
In 1990 opende een tunnel tussen de bestaande spoorlijn en Zürich Hauptbahnhof. Het station Zürich Selnau werd vervangen door een ondergronds station, wat onder de rivier Sihl gebouwd is. 

## Treindiensten
De treinen van de Sihltal Zürich Uetliberg Bahn (SZU) bedienen dit traject als S-Bahn Zürich:
- Traject S4 Zürich - Sihlbrug (vanaf 10 december 2006 tot Sihlwald)

## Aansluitingen
In de volgende plaatsen is of was er een aansluiting van de volgende spoorlijnen:

### Zürich HB
Zürich Hauptbahnhof (vaak afgekort als Zürich HB) is het grootste treinstation in Zürich. 

SBB-Bahnhof (spoor 3-18, 21-24, 51-54)
- Bazel - Zürich (SBB), spoorlijn tussen Zürich HB en Bazel
- Zürich - Bülach, spoorlijn tussen Zürich en Bülach
- Zürich - Zug, spoorlijn tussen Zürich en Zug
- Zürich - Winterthur (SBB), spoorlijn tussen Zürich HB en Winterthur
- Rechter Zürichseelinie (SBB), spoorlijn tussen Zürich HB en Rapperswil
- Linker Zürichseelinie (SBB), spoorlijn tussen Zürich HB en Ziegelbrücke

SZU-Bahnhof (spoor 1-2)
- Uetlibergbahn (SZU), spoorlijn tussen Zürich HB en Uetliberg

### Sihlbrugg
- Thalwil - Arth-Goldau, spoorlijn tussen Thalwil en Arth-Goldau

## Elektrische tractie
Het traject werd in 1924 door de Sihltalbahn (SiTB) geëlektrificeerd met een spanning van 15.000 volt 16 2/3 Hz wisselstroom.